# 大和総研ホールディングス
株式会社大和総研ホールディングス（だいわそうけんホールディングス、英: Daiwa Institute of Research Ltd.） は（旧）大和総研 が会社分割されてできた、大和証券グループの中間持株会社であった。
2021年4月、大和総研・大和総研ビジネス・イノベーションを吸収合併し、社名を「大和総研」に変更し、持株会社から移行。

## 会社概要
1989年 （平成元年） に、大和証券経済研究所、大和コンピューターサービス、大和システムサービスの三社が合併して設立された。
2006年10月に、資産運用マネジメント本部より資産運用評価部門を分割し、関連業務を大和証券グループ本社の100%子会社として設立された大和ファンド・コンサルティングへ継承した。
2008年10月1日に、会社分割による組織再編を行い、持株会社化している。（旧）株式会社大和総研が商号変更して、株式会社大和総研ホールディングスとなるとともに、リサーチ・コンサルティング及びグループ向けシステム事業を吸収分割により、既存子会社の（新）株式会社大和総研に、グループ外向けシステム事業を新設分割により新設子会社の株式会社大和総研ビジネス・イノベーションに承継させている。（新）株式会社大和総研は内販向けの事業を行っており、株式会社大和総研ビジネス・イノベーションは外販向け事業を行っていた。
2021年4月、大和総研HDを存続会社として大和総研及び大和総研ビジネス・イノベーションを吸収合併した（社名は大和総研）。

## グループ企業
- DIRインフォメーションシステムズ
- DMS Ltd.

## 著名な研究員等
- 的場順三 （元大和総研理事長・前内閣官房副長官）
- 田谷禎三 （大和総研特別理事・立教大学教授）
- 東英治 （大和総研・専務取締役）
- 吉川満 （大和総研・常務理事）
- 原田泰 （元投資調査本部・チーフエコノミスト）
- 吉野貴晶 （元投資戦略部・チーフクオンツアナリスト）
- 三宅一弘 （元投資戦略部・チーフストラテジスト）
- 河口真理子 （元経営戦略研究部・主席研究員）

## 沿革
- 1943年 - 大和証券株式会社に、企画部調査課が発足。
- 1953年 - 大和証券株式会社に、調査部、機械計算部が発足。
- 1970年 - 大和経済モデルを用いた日本経済予測発表。
- 1975年 - 大和証券株式会社から電子計算部が分離・独立し、大和コンピューターサービス株式会社（DCC）を設立。
- 1982年 - 大和証券株式会社から、調査部が分離・独立し、株式会社大和証券経済研究所（DSRI）を設立。
- 1983年 - 大和コンピューターサービス株式会社から、一般企業向け開発部門を分離し、大和システムサービス株式会社（DSS）を設立。
- 1984年 - 新総合オンラインシステム稼動開始。
- 1989年 - 株式会社大和証券経済研究所、大和コンピューターサービス株式会社、大和システムサービス株式会社の3社合併により、株式会社大和総研発足。
- 1991年 - 第三次総合オンラインシステム稼動。
- 1993年 - 新本社ビル竣工。
- 1994年 - 株式レーティング開始。
- 1995年 - 特定システムオペレーション企業認定（SO認定）。
- 1997年 - 投資顧問業者登録。
- 1998年 - 本社別館ビル竣工。
- 1998年 - 事業本部体制に移行、早稲田／大和パイロットプロジェクト発足。
- 1999年 - 大和総研創立10周年。オンライン証券取引システム「WEBBROKER」が通産省平成11年度優秀情報処理システムを受賞。
- 2003年 - プライバシーマーク、情報セキュリティマネジメントシステム（ISMS）Ver.2.0取得
- 2005年 - 日本初の投資顧問向けソリューション　FAIMS/AM　提供開始
- 2008年 - 株式会社大和総研を株式会社大和総研ホールディングスに商号変更し、会社分割により事業を（新）株式会社大和総研、株式会社大和総研ビジネス・イノベーションの2社に承継させ、中間持株会社化。
- 2021年 - 大和総研HDを吸収合併存続会社、大和総研及び大和総研BIを吸収合併消滅会社とし吸収合併。